# 미야기현 북부 지진
미야기현 북부 지진(일본어: 宮城県北部地震)은 미야기현 북부에서 발생하는 지진이다. 주요 지진은 1900년·1962년·2003년에 발생하고있다.

## 1900년 미야기현 북부 지진
1900년 미야기현 북부 지진은 1900년 5월 12일에 발생한 지진이다. 지진 규모는 M7.0. 지진으로 인한 사상자는 17명이었다.

## 1962년 미야기현 북부 지진
1962년 미야기현 북부 지진은 1962년 4월 30일에 발생한 지진이다. 지진 규모는 M6.5. 철도와 도로, 교량 등의 피해가 컸다. 인적피해는 사망자 3명, 중상자 41명, 경상자는 235명이었다.

## 2003년 미야기현 북부 지진
2003년 미야기현 북부 지진은 2003년 7월 26일에 미야기 현 북부에서 연속적으로 발생한 지진이다. 최대 진도6약 (일본 기상청 진도 계급) 이상의 지진이 하루에 3 번이나 발생했다. 일련의 지진의 본진 규모는 M6.4이며, 최대 진도6강을 기록했다. 피해는 부상자 677명, 가옥전괴 1276건.
| 발생일시 (JST) | 최대 진도 | 일본 기상청 규모 | 비고      |
| -------------- | --------- | ---------------- | --------- |
| 7월 26일 00:13 | 6약       | M5.6             | 전진      |
| 7월 26일 07:13 | 6강       | M6.4             | 본진      |
| 7월 26일 10:22 | 5약       | M5.1             | 여진      |
| 7월 26일 16:56 | 6약       | M5.5             | 최대 여진 |
| 7월 28일 04:08 | 5약       | M5.1             | 여진      |

## 참고 문헌
- 国立天文台 『理科年表 令和3年』 丸善 ISBN 978-4-621-30560-7